# Donna Andrews
Pour les articles homonymes, voir Andrews.
Donna Andrews, née le 23 octobre 1952 à Yorktown, en Virginie, aux États-Unis, est une femme de lettres américaine, auteure de roman policier.

## Biographie
En 1999, elle publie son premier roman, Murder with Peacocks pour lequel elle est lauréate du prix Agatha, du prix Anthony, du Barry Award et du Lefty Award. Ce roman est le premier volume d'une série consacrée aux enquêtes de Meg Langslow, une décoratrice doublée d'une détective amateur hors-pair.
En 2002, elle débute avec You've Got Murder, qui remporte le prix Agatha du meilleur roman, une nouvelle série policière mettant en scène Turing Hopper, un ordinateur qui a des capacités de déduction comparables à Miss Marple, le célèbre personnage créé par Agatha Christie. Situé à Crystal City, banlieue imaginaire de Washington, Turing Hooper permet de dénouer des intrigues entourant de mystérieuses affaires criminelles. À l'occasion, la série utilise des éléments de science-fiction.
En 2005, avec We'll Always Have Parrots, cinquième volume de la série Meg Langslow et, en 2012, avec The Real Macaw, treizième aventure de la série, elle est lauréate du Lefty Award.
Elle écrit des nouvelles dont certaines font partie de la série Meg Langslow. Avec une autre nouvelle, A Rat's Tale, elle est lauréate du prix Agatha 2007 de la meilleure nouvelle.

## Œuvre

### Romans

#### SérieMeg Langslow
- Murder with Peacocks (1999)
- Murder with Puffins (2000)
- Revenge of the Wrought Iron Flamingos (2001)
- Crouching Buzzard, Leaping Loon (2003)
- We'll Always Have Parrots (2004)
- Owls Well That Ends Well (2005)
- No Nest for the Wicket (2006)
- The Penguin Who Knew Too Much (2007)
- Cockatiels At Seven (2008)
- Six Geese A-slaying (2008)
- Swan for the Money (2009)
- Stork Raving Mad (2010)
- The Real Macaw (2011)
- Some Like It Hawk (2012)
- The Hen of the Baskervilles (2013)
- Duck the Halls (2013)
- The Good, the Bad, and the Emus (2014)
- The Nightingale Before Christmas (2014)
- Lord of the Wings (2015)
- Die Like an Eagle (2016)
- Gone Gull (2017)
- How the Finch Stole Christmas! (2017)
- Toucan Keep a Secret (2018)
- Lark! The Herald Angels Sing (2018)
- Terns of Endearment (2019)
- Owl Be Home for Christmas (2019)
- The Falcon Always Wings Twice (2020)
- The Gift of the Magpie (2020)
- Murder Most Fowl (2021)
- The Twelve Jays of Christmas (2021)
- Round Up the Usual Peacocks (2022)
- Dashing Through the Snowbirds (2022)
- Birder, She Wrote (2023)
- Let It Crow! Let It Crow! Let It Crow! (2023)
- Between a Flock and a Hard Place (2024)
- Rockin’ Around the Chickadee (2024)
- For Duck’s Sake (2025)

#### SérieTuring Hopper
- You've Got Murder (2002)
- Click Here For Murder (2003)
- Access Denied (2004)
- Delete All Suspects (2005)

### Nouvelles

#### SérieMeg Langslow
- Night Shades (2004)
- Birthday Dinner (2004)

#### Autres nouvelles
- An Unkindness of Ravens (2002)
- Cold Spell (2004)
- A Rat's Tale (2007)
- The Haire of the Beast (2008)
- Spellbound (2008)
- The Plan (2010)
- Normal (2011)
- Mean Girls (2012)

## Prix et distinctions

### Prix
- Prix Agatha 1999 du meilleur premier roman pour Murder with Peacocks[1]
- Prix Anthony 2000 du meilleur premier roman pour Murder with Peacocks[2]
- Prix Barry 2000 du meilleur premier roman pour Murder with Peacocks[3]
- Prix Lefty 2000 pour Murder with Peacocks[4]
- Prix Agatha 2002 du meilleur roman pour You've Got Murder[1]
- Prix Lefty 2005 pour We'll Always Have Parrots[4]
- Prix Agatha 2007 de la meilleure nouvelle pour A Rat's Tale[1]
- Prix Lefty 2012 pour The Real Macaw

### Nominations
- Prix Dilys 2000 pour Murder with Peacocks
- Lefty Award 2001 pour Revenge of the Wrought Iron Flamingos
- Dilys Award 2003 pour You've Got Murder
- Prix Agatha 2003 du meilleur roman pour Crouching Buzzard, Leaping Loon[1]
- Prix Dilys 2004 pour Crouching Buzzard, Leaping Loon
- Lefty Award 2004 pour Crouching Buzzard, Leaping Loon
- Prix Agatha 2004 du meilleur roman pour We'll Always Have Parrots[1]
- Prix Agatha 2005 du meilleur roman pour Owl's Well That Ends Well[1]
- Lefty Award 2007 pour No Nest for the Wicket
- Prix Agatha 2007 du meilleur roman pour The Penguin Who Knew Too Much[1]
- Lefty Award 2008 pour The Penguin Who Knew Too Much
- Prix Agatha 2008 du meilleur roman pour Six Geese A-Slaying[1]
- Lefty Award 2008 pour Six Geese A-Slaying
- Prix Agatha 2009 du meilleur roman pour Swan For the Money[1]
- Lefty Award 2010 pour Swan For the Money[4]
- Prix Agatha 2010 du meilleur roman pour Stork Raving Mad[5]
- Lefty Award 2011 pour Stork Raving Mad
- Prix Agatha 2011 du meilleur roman pour The Real Macaw [5]
- Prix Agatha 2020 du meilleur roman pour The Gift of the Magpie[6]